# Ancylonotopsis fuscosignatus
Ancylonotopsis fuscosignatus är en skalbaggsart som beskrevs av Stefan von Breuning 1961. Ancylonotopsis fuscosignatus ingår i släktet Ancylonotopsis och familjen långhorningar. Inga underarter finns listade i Catalogue of Life.